# Myamalycocerus
Myamalycocerus – wymarły rodzaj chrząszczy z rodziny omomiłkowatych. Obejmuje tylko jeden opisany gatunek, Myamalycocerus vitalii. Żył w kredzie na terenie współczesnej Mjanmy.

## Taksonomia
Rodzaj i gatunek typowy opisane zostały po raz pierwszy w 2017 roku przez Fabrizia Fantiego i Siegharda Ellenbergera na łamach „Cretaceous Research”. Opisu dokonano na podstawie inkluzji w bursztynie birmańskim, odnalezionej w dolinie Hukawng, w gminie Tanai i dystrykcie Myitkyina na terenie birmańskiego stanu Kaczin. Skamieniałość datowana jest na wczesny cenoman. Nazwa rodzajowa to połączenie słów Myama i Lycocerus, natomiast epitet gatunkowy nadano na cześć koleopterologa, Francesca Vitaliego.

## Morfologia
Chrząszcz o ciele długości między 5,7 a 5,9 mm. Głowę miał brązową, drobno punktowaną, zaopatrzoną w duże, eliptyczne, silnie wyłupiaste oczy, czarne, dość długie, ostro zakończone i w ⅔ długości opatrzone ząbkiem żuwaczki, czteroczłonowe głaszczki szczękowe o członie drugim dwukrotnie dłuższym niż pierwszy i pogrubionym, a członie ostatnim trójkątnie siekierowatym oraz brązowe, piłkowane czułki zbudowane z jedenastu członów, z których ostatni był nitkowato wydłużony. Na szczytach członów czułków występowały kępki włosków. Przedplecze było brązowe, tak szerokie jak głowa, w zarysie prawie kwadratowe, o zgrubiałych i podwiniętych brzegach bocznych oraz z głębokim pośrodkowym wciskiem oddzielonym wcięciem od dwóch okrągławych zgrubień przy przedniej krawędzi. Powierzchnię przedplecza pokrywało drobne punktowanie oraz gęste i bardzo krótkie owłosienie. Brązowa tarczka była trójkątna. Czarniawe, wydłużone pokrywy sięgały przedostatniego tergitu i miały krótkie owłosienie. Skrzydła tylnej pary były długie. Ciemnoceglaste odnóża miały krótkie owłosienie i pięcioczłonowe stopy zwieńczone niezmodyfikowanymi pazurkami. Przednia para miała lekko spłaszczone uda oraz golenie zwieńczone dwoma ostrogami, z których wewnętrzna była o połowę krótsza od zewnętrznej. Rozmiary odwłoka były dość duże.